# Ha-Tnu’a
Ha-Tnuʿa (hebräisch הַתְּנוּעָה HaTnūʿah, deutsch ‚Die Bewegung‘) war eine politische Partei in Israel. Die Vorsitzende war Tzipi Livni. Die Partei ging 2012 aus einer Abspaltung der Kadima-Partei hervor, nachdem Tzipi Livni im März 2012 eine parteiinterne Kampfabstimmung um den Vorsitz gegen Schaʾul Mofaz verloren hatte.
Bei der Wahl zur 19. Knesset am 22. Januar 2013 wurden 6 von 120 Mandaten erlangt. Die Partei wurde dem Mitte-Links-Spektrum zugeordnet. Bei der Regierungsbildung nach der Knessetwahl 2013 bildete die Parteivorsitzende Livni eine Koalition mit Likud-Beitenu.
Während des Wahlkampfes zur vorgezogenen Parlamentswahl in Israel 2015 schloss sich die Ha-Tnuʿa Ende 2014 mit der Arbeitspartei Avoda zur gemeinsamen Wahlliste Zionistische Union zusammen. Am 1. Januar 2019, drei Monate vor den vorgezogenen Parlamentswahlen, kündigte Avi Gabbay, der Vorsitzende der Arbeitspartei, dieses Parteienbündnis auf. Aufgrund schlechter Umfrageergebnisse erklärte Livni am 18. Februar 2019, ihre Partei werde bei den kommenden Knesset-Wahlen nicht antreten.

## Weblink
- Offizielle Website

## Belege
1. ↑  “Tzipi Livni’s new movement brings her full circle back to Israeli politics”. In: Haʾaretz. 27. November 2012.
2. ↑  Livni returns to politics with The Tzipi Livni Party (Memento vom 27. November 2012 im Internet Archive). In: Jerusalem Post. 27. November 2012.
3. ↑  Parlamentswahlen in Israel: Parteien im Porträt (Memento vom 14. Januar 2014 im Internet Archive) auf arte.tv, 22. Jänner 2013. Abgerufen am 10. März 2013.
4. ↑  Lahav Harkov: Livni, Peretz present 'revolutionary' economic plan (Memento vom 13. Februar 2013 im Internet Archive). In: The Jerusalem Post. 17. Dezember 2012
5. ↑  ynetnews.com
6. ↑  Zusammenschluss von Hatnua und Arbeitspartei. Jüdische Allgemeine, 11. Dezember 2014.
7. ↑  Israelisches Oppositionsbündnis zerbricht kurz vor den Parlamentswahlen. In: www.nzz.ch. 1. Januar 2019, abgerufen am 1. Januar 2019.
8. ↑  dpa: „Israel: Zipi Livni zieht sich aus Politik zurück.“ In: Jüdische Allgemeine, 18. Februar 2019. Auf Juedische-Allgemeine.de, abgerufen am 24. April 2021.